# Sandur
En geología, un sandur (en plural, sandar), también conocido como Outwash, es una planicie formada por sedimentos fluviales finos provenientes de la fusión de glaciares en la porción superior de las cuencas asociadas. Sobre estos llanos discurren corrientes de deshielo formando patrones entrecruzados. Es un depósito formado por grava y arena trasladada por el agua que brota al disolverse el hielo de un glaciar y que después se ha concentrado en depósitos estratificados. Un outwash puede llegar a los 100 m de espesor alrededor de un glaciar, pudiéndose extender muchos kilómetros. Son grandes proveedores de material que puede ser trasladado por el viento y los mayores depósitos glaciares.

## Formación

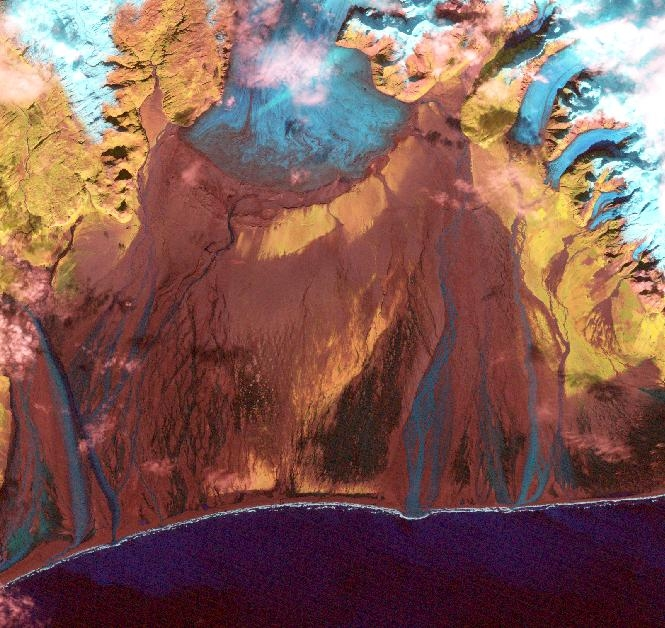
Imagen satelital del Skeiðarársandur en Islandia.

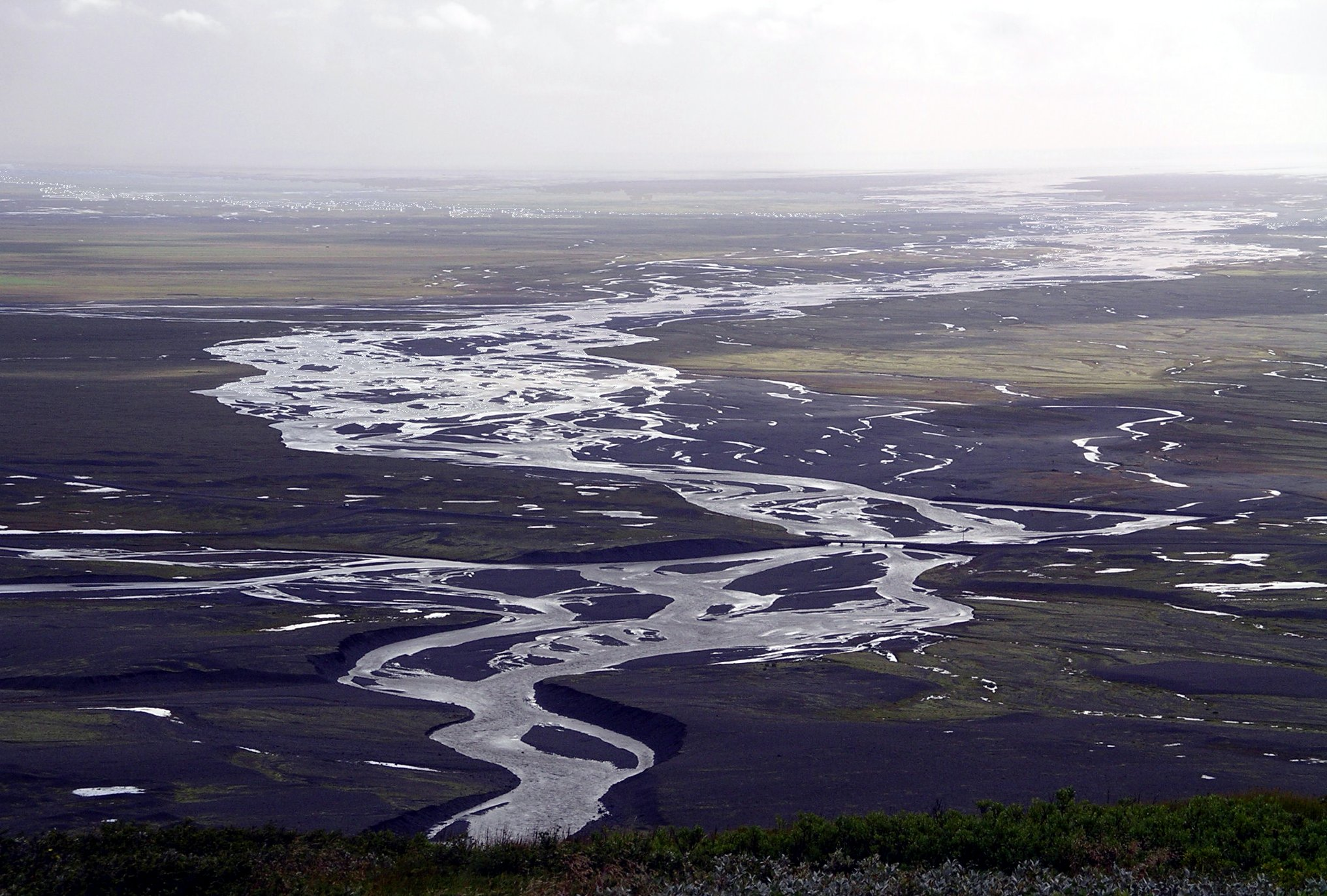
Una parte del Skeidarásandur, visto desde Skaftafell (Islandia).

Los sandar se encuentran en áreas glaciales, como en el archipiélago Svalbard o en las islas Kerguelen. Estos campos de hielo contienen grandes cantidades de barro y otros sedimentos, incorporados durante el lento proceso de erosión de las rocas que conforman la cuenca de deslizamiento. En la porción terminal de la lengua glaciaria, el agua de fusión arrastra estos materiales para luego depositarlos en terrenos de escasa pendiente. El patrón de escurrimiento de los ríos glaciarios sobre los sandar es típicamente difuso siendo notorio el subdesarrollo o ausencia de canalizaciones, excepto en aquellos lugares en donde la lengua glaciar ha retrocedido significativamente desde la morena terminal. En los sandar habitualmente predomina la extensión transversal sobre la longitudinal. 
Los sandar son especialmente comunes en Islandia, en donde la intensa y continua actividad geotermal bajo los grandes glaciares acelera el depósito de sedimentos acarreados por las corrientes de deshielo.
En particular, la dinámica volcánica produce regularmente (y varias veces por centuria) surgentes glaciares que aportan excepcionales volúmenes de materiales en períodos de pocos días.

## El sandur prototipo

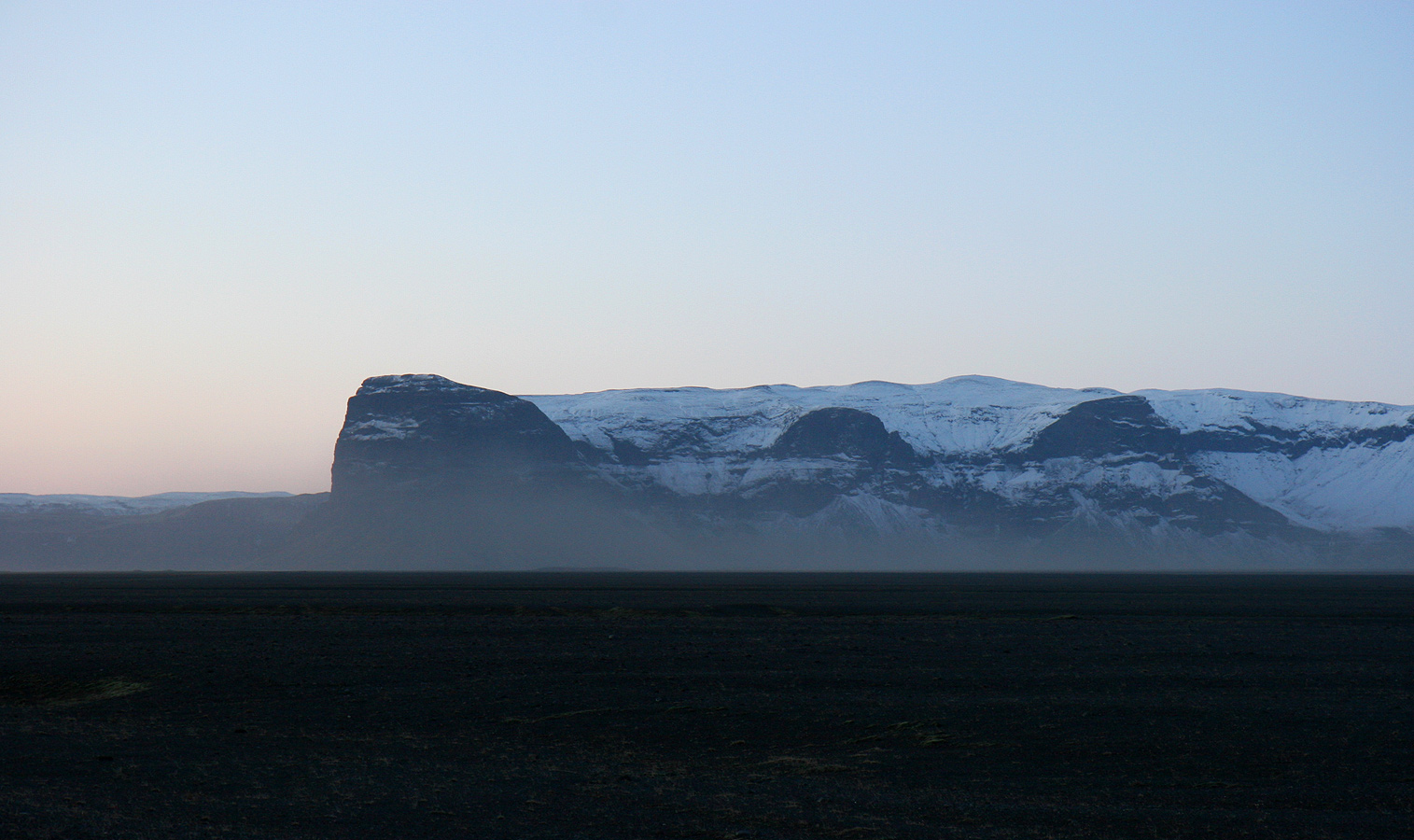
Sandur.

El sandur original, de donde el nombre genérico tiene su origen es el Skeiðarársandur, un amplio llano arenoso ubicado a lo largo de la costa Sureste de Islandia, entre el Vatnajökull y el mar. Es el sandur más extenso del mundo, cubriendo un área de 1300 km², siendo alimentado por la masiva interrelación vulcano-glaciológica de los alrededores. Esta actividad da lugar a surgentes masivas (llamadas también jökulhlaups), entre las cuales cabe destacar la de 1996, cuyo flujo pico se estima alcanzó los 45.000 m³/s, valor que empequeñece al pico promedio de 200-400 m³/s del verano islandés.
Semejante desplazamiento de agua resultó en una deposición de sedimentos de 12.8 millones de metros cúbicos en los pocos días en que este evento extraordinario tuvo lugar. La cota del sandur se elevó en consecuencia más de 10 metros en algunos lugares.
El camino de circunvalación de Hringvegur fue completado en 1974 con la culminación del trecho a través del sandur. Parte de esta sección fue completamente arrasada por el jökulhlaup mencionado.
En el ínterin de estas surgentes glaciares el sandur es cruzado por ríos de deshielo que presentan caudales normales.